# (232) Russia
Pour les articles homonymes, voir Russia (homonymie).
(232) Russia est un astéroïde de la ceinture principale découvert par Johann Palisa le 31 janvier 1883 à Vienne.